# إدوارد آدامز (ملاكم)
إدوارد آدامز (بالإنجليزية: Edward Adams)‏ هو ملاكم من المملكة المتحدة، مثّل بلاده في الألعاب الأولمبية الصيفية 1908.

## روابط خارجية
إدوارد آدامز على موقع أوليمبيديا (الإنجليزية)